# Natatolana laewilla
Natatolana laewilla là một loài chân đều trong họ Cirolanidae. Loài này được Bruce miêu tả khoa học năm 1986.